# جورج جونستون (لاعب هوكي جليد)
جورج جونستون هو لاعب هوكي جليد كندي، ولد في 30 يوليو 1920، وتوفي في 20 أبريل 2006.

## وصلات خارجية
- جورج جونستون على موقع دوري الهوكي الوطني (الإنجليزية)
- جورج جونستون على موقع قاعة مشاهير الهوكي (لاعب أن.إتش.أل) (الإنجليزية)
- جورج جونستون على موقع EliteProspects.com (الإنجليزية)
- جورج جونستون على موقع HockeyDB.com (الإنجليزية)
- جورج جونستون على موقع Hockey-Reference.com (الإنجليزية)